# Fakulteta za kemijsko inženirstvo in tehnologijo v Zagrebu
Koordinati:   45°48′24″N, 15°58′10″E
Fakulteta za kemijsko inženirstvo in tehnologijo (izvirno hrvaško Fakultet kemijskog inženjerstva i tehnologije), s sedežem v Zagrebu, je fakulteta, ki je članica Univerze v Zagrebu.